# Montignies-sur-Sambre
Pour les articles homonymes, voir Montignies.
Montignies-sur-Sambre (en wallon Montgneye-so-Sambe, localement Mont'gnè-su-Sambe) est une section de la ville belge de Charleroi, située en Wallonie, dans la province de Hainaut.
C'était une commune à part entière avant la fusion des communes de 1977.

## Toponymie
Montiniacus en 866, Montegni sur Sambre en 1253, Montegniet en 1253, Montegny en 1403, 1418 et 1485, Montingny en 1439, Montigny en 1620, Montignies sur Sambre en 1656, Montigny sur Sambre en 1670, Montigny en 1795, Montigny-sur-Sambre en 1820 et après 1830, et enfin Montignies-sur-Sambre.

## Géographie

### Morphologie urbaine

#### Les quartiers et lieux-dits
- Le Centre.
- Les Cités.
- Les Trieux (Trils Caisen (1688) - Trieux Kaisin).
- Saint-Jean (Saint Djean (1820)).
- Le Roctiau (Le Roction (1712)).
- La Neuville.
- Saint-Charles[4].
- Le Poirier.
- La Duchère.
- Samaritaine.
- Les Récollets.

#### Cités
- Cité Yernaux.
- Cité Sélestat[Note 1].
- Cité de l'Europe.
- Cité Roger Lefèvre.
- Cité de Follonica[Note 1].

### Terrils
- Terril de l'Épine, terrils du Résolu no 1 et 2, terril de la Duchère, terril du stade Yernaux.

## Démographie
| 1801 | 1846  | 1900  | 1947   | 1977   | 2001   |
| ---- | ----- | ----- | ------ | ------ | ------ |
| 719  | 1 925 | 8 046 | 11 063 | 22 948 | 13 020 |

## Histoire

### Antiquité
Des tombes et des objets romains ont été découverts par le savant D.-A. Van Bastelaer dans une plaine alluviale à Bosquetville, à la frontière de Montigny.En 1874, une découverte fortuite est faite sur une île située au bas de la chaussée Solvay, entre le pont-levis et le déversoir, des débris de tuiles faîtières, de tuiles à rebords et de poteries très anciennes. Ce lieu était donc habité depuis les temps les plus anciens. Le niveau où ces objets, clairement d'époque gallo-romaine, ont été découverts se trouve, pour ainsi dire, en dessous de celui de la Sambre actuelle. Le site est occupé dès l'époque romaine, comme en témoignent les vestiges d'une villa romaine découverts au Champ de l'Épine par les archéologues. En 1875, un ouvrier, creusant des terres pour fabriquer des briques sur un terrain où il projetait de construire au Roctiau, découvrit régulièrement des fragments de poterie et des restes d'ossements brûlés, provenant d'un ancien cimetière belgo-romain. En 1871, on a découvert des vases en terre rouge dans les prés de Belvaux, à Bosquetville. Un autre cimetière a été découvert en bas de la rue Spinois. Des tombes avaient déjà été mises au jour lors de la construction de la caserne Trézignies, et plus tôt encore, en 1916, lors de l’établissement de la « Lunette de Montigny » sur le territoire. La construction de cette dernière avait entraîné la destruction de nombreuses tombes.

### Moyen-âge
Montignies-sur-Sambre est mentionné en l'année 868. À cette époque, Montigny-sur-Sambre était connu sous les noms de Montiniacus et Goharmunt (Warmont-saut), faisant partie du « Pago Darmiensi ». Les choses en restèrent là jusqu'à ce que le roi Arnould cède le monastère à l'évêché de Liège en 888. L'évêque Emche rendit aux moines de Lobbes la liberté d'élire eux-mêmes leur abbé et leur assura sa protection. Cependant, ces largesses furent très coûteuses, car la majeure partie des richesses territoriales fut annexée à l'église Saint-Lambert de Liège. On ne laissa au monastère que trente-trois « villas », dont les noms figurent dans le « cumpendium historiae MS de l'abbaye de Lobbes ». Montigny ne figure pas dans la liste des biens et privilèges du monastère, ce qui laisse penser qu'il faisait partie des biens cédés à Liège.

### Temps modernes
Montignies-sur-Sambre faisait partie des seigneuries de Morialmé et des T'Serclaes de Tilly, ainsi que du bailliage de Viesville. La commune de Montigny appartenait à la Principauté de Liège, un État ecclésiastique relevant de la couronne d'Allemagne. L'archevêque de Cologne comptait l'évêque de Liège parmi ses suffragants. La principauté était divisée en cinq quartiers : 1. celui de Hesbaye ; 2. celui de Moha, Condroz et Amont ; 3. celui de Franhimmont ; 4. celui de Looz et Stockem ; 5. celui de l'Entre-Sambre-et-Meuse, qui était lui-même divisé en districts. Montigny appartenait au premier district. Montigny s'enfonçait en coin dans le comté de Namur, une particularité qui a inspiré le nom de deux charbonnages. Le puits du Grand Mambourg Sablonnière, connu sous le nom de Pays de Liège, et le puits du Trieu-Kaisin, appelé des Pays-Bas, car situé dans le comté de Namur juste au-delà de la chaussée de Châtelineau. Sous l'ancien régime, Montigny était un petit village.
En 1622, les Montagnards souffrirent énormément de la guerre menée par les Français contre les Huguenots et leur allié Mansfield. Les paysans brabançons ravagèrent toute la région. Ensuite, les Espagnols vainquirent Mansfield dans les plaines de Fleurus.
Au début de 1794, une grande effervescence règne dans le village de Montigny. Les autorités autrichiennes ont commencé à fortifier la place de Charleroi, jusqu'au 8 mai, date du début du siège ordonné par le général français Charbonnier.

### Epoque contemporaine

#### XIXesiècle
Lors de l’indépendance de la Belgique, la localité est à l’aube d’une transformation économique majeure. Ce changement va profondément affecter la démographie, l’administration communale et l’aspect géographique de la région. En un siècle, Montigny perdra son caractère de commune agricole pour devenir un centre industriel de premier plan. Tant la surface que le sous-sol seront modifiés à tel point que l’apparence physique de la commune sera complètement transformée. Montigny reste une commune à dominante agricole. Cependant, l'industrie ne tardera pas à s'étendre sur ses terres, s'y implantant sans scrupules. L'industrie à Montignies commencera à se développer dès les premières années du régime belge.
À partir de l’indépendance, l’industrie charbonnière a pris un tout nouveau tournant. Les exploitations sont devenues plus profondes et plus vastes. Avec la suppression des frontières des comtés, le marché s’est étendu à tout le territoire belge, rendant les frontières moins contraignantes. De nouvelles entreprises ont vu le jour, délaissant les petites veines au profit de projets plus ambitieux. Les exploitations familiales ont rapidement laissé place aux grandes compagnies minières, qui ont creusé plus profondément et exploité des veines plus larges, facilitant l’extraction grâce aux machines à vapeur. En 1866, les charbonnages ont émergé pour enrichir l’industrie de la région pendant près d’un siècle.
En 1874, une licence est octroyée pour le tout premier tramway à traction animale. Sous le ministère du curé Chapuis, les Montagnards montrèrent un grand zèle religieux. Touché par les démonstrations de foi de la paroisse, le curé Debecker et le pape Pie IX décidèrent de récompenser leur piété. Ils leur offrirent le corps de Saint-Valentin, martyr des catacombes. La translation des reliques du martyr eut lieu le 10 août 1874, donnant lieu à de grandes festivités.

##### Le drame de l'Épine
En 1868, se déroule le drame de l'Épine. À la suite d'un mouvement de grève, des débordements ont lieu à l'fosse di l'Ispéne, charbonnage de l'Épine situé à l'avenue du Centenaire à la limite de Gilly. Les gendarmes sont débordés et il est fait appel à l'armée. Un détachement du 11e de Ligne est envoyé sur place. À la suite des jets de pierres de la foule, le major Quenne ordonne l'ouverture du feu. Il y aura six morts et de nombreux blessés.
Depuis de nombreuses générations, les commerçants  Piérard faisaient commerce de tissus. Ils se plaçaient sur les marchés et avaient un magasin à la chaussée de Charleroi, actuellement ING. Vers 1870, deux des fils ont fondé les Usines du Marais, un laminoir racheté après 1918 par Sambre-et-Moselle qui allait devenir Hainaut-Sambre. L’un d’eux était Jacques Piérard, joueur de balle pelote réputé et futur bourgmestre de Montignies. L’autre était Sébastien Piérard qui fit construire un « château », ce genre de grande maison de capitaine d’industrie. À sa mort en 1900, c’est sa fille Mathilde qui en hérita et continua à y vivre en compagnie de ses domestiques.

#### XXesiècle

##### 22 août 1914
Le 22 août 1914, les Allemands entrent à Montignies vers midi. Mais la bataille fait rage à Loverval et les troupes sont bloquées tout le long de la chaussée de Gilly, actuellement avenue du Centenaire. Les habitants viennent voir les soldats. Le stationnement des troupes allemandes se passe bien jusque vers 17 heures lorsque les envahisseurs se mettent à tirer brusquement sur les civils, sans aucune raison apparente. Un habitant parle de cette anecdote, qui a particulièrement changé et bouleversé à jamais la ville de Montignies sur Sambre : C’est ma cousine A.F, la nièce de Mathilde Piérard, qui m’a expliqué la raison de ce changement. L’homme à tout faire de Tante Mathilde était monté au grenier avec des jumelles pour regarder par la tabatière le déroulement de la bataille de Loverval. Là-bas, un officier a vu un éclair dans la tabatière et est redescendu vers Montignies pour dire au Major allemand que des francs-tireurs se trouvaient dans cette maison, il s’agissait en fait du reflet du soleil sur les jumelles ! Le Major a ordonné la fouille de la maison. Ne trouvant aucune arme, il a fait incendier la maison vers 18 heures et l’homme à tout faire a été battu à mort pour avouer. Quant à Mathilde et sa servante, elles ont été amenées devant la gare, pour assister à l’incendie de leur maison. Les otages ont été aussi regroupés depuis la place communale où ils avaient été parqués. Aucune arme trouvées par l'ennemi, les frères sont amenés devant la gare. Furieux, les allemands ont continué à brûler les maisons jusque sur la place communale. Ensuite, les otages, parmi lesquels Tante Mathilde, sa servante et les frères, les hommes ont été amenés sur les ponts de la Sambre et les femmes sur le déversoir, où ils ont passé toute la nuit dans l’humidité (pluie ou brouillard, selon les témoignages). Là, ils ont vu, à l’aller et au retour, le bourgmestre de Charleroi, Émile Devreux, qui se rendait en voiture au château de Parentville pour signer les accords de Couillet,.

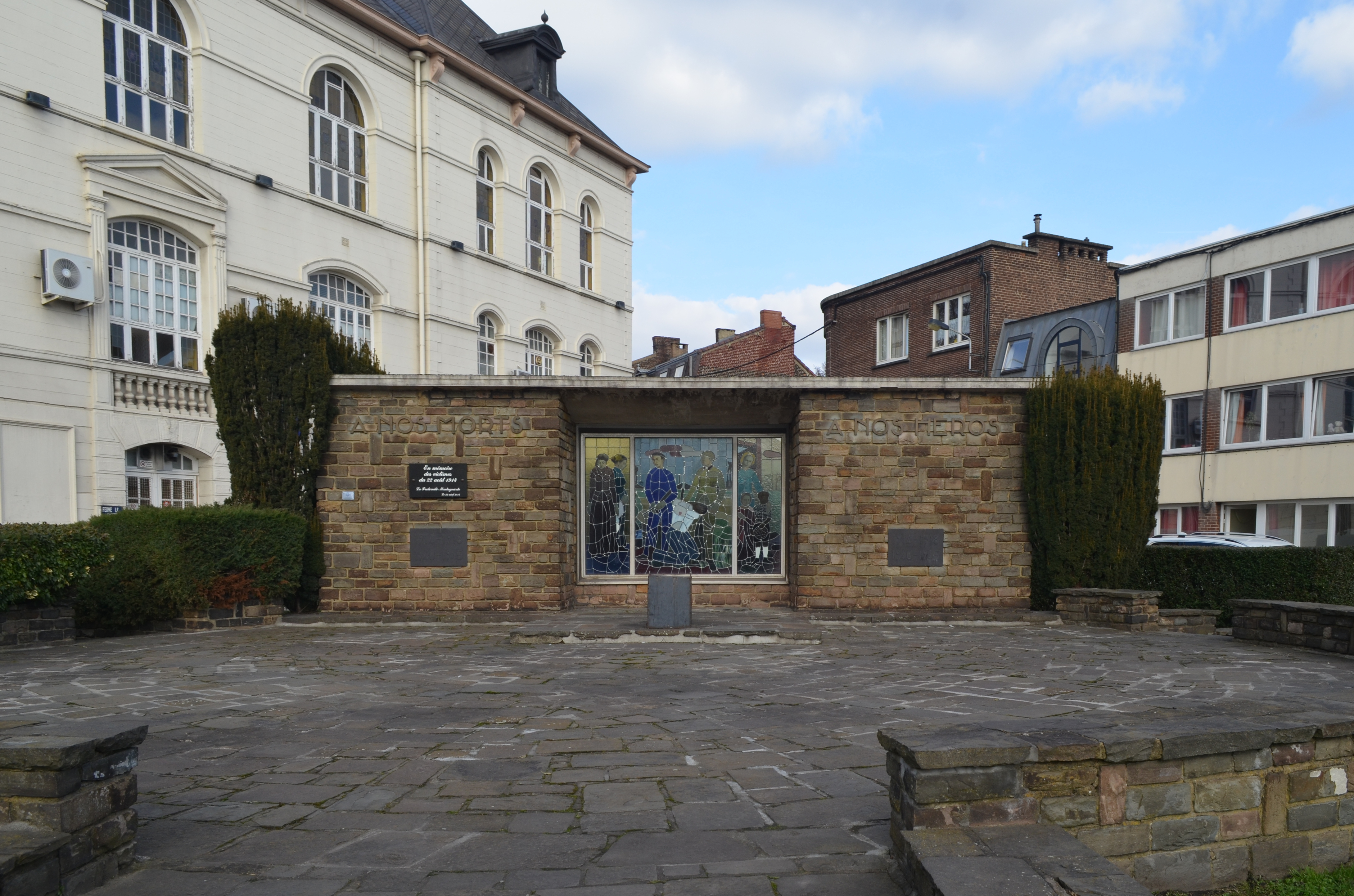
Le monument aux mort de la guerre.

Le 22 août 1914, le 19e division d'Infanterie de Réserve de l'armée impériale allemande passa par les armes 35 civils et détruisit 103 maisons lors des atrocités allemandes commises au début de l'invasion. Des civils furent utilisés comme boucliers humains. Des personnes furent placées sur le pont de la Sambre pour qu'on ne le fasse pas exploser; d'autres durent progresser devant les troupes allemandes en direction de Nalinnes.
L'hôpital Sainte-Thérèse échappa de peu à l'incendie. Le 10 et le 11 novembre 1918, Montignies fut soumis à des bombardements par aéroplanes. Le 18 novembre, les Anglais arrivèrent dans la ville.
Après la guerre 1914-1918, l'industrie se développe rapidement. La population s'accroît et atteint, selon les chiffres de l'état-civil 26 244 habitants en 1930.

##### 1940-1944.
En 1936, la Belgique décide de redevenir neutre. De plus, cette même année, les Allemands annulent le traité qu’ils avaient signé après la guerre 14-18, en amenant des troupes de ce côté-ci du Rhin. La Belgique se défend seule alors que la guerre menace. Il est donc décidé d’augmenter les effectifs de l’Armée. Mais les casernes sont trop petites pour accueillir tous ces soldats. On décide donc, toujours en 1936, d’agrandir la caserne Trésignies de Charleroi. Mais les soldats affluent et l’extension est seulement en travaux. Les miliciens devront donc faire leur service militaire à la caserne de Montignies-Neuville. L’ancienne verrerie Fourcault est aménagée à la hâte et dès mars 1937, les premiers miliciens y sont casernés. Parmi eux, le futur Premier Ministre Edmond Leburton, qui fera son service militaire jusqu'au 28 mai 1940.
Les nouveaux bâtiments de la caserne Trésignies seront inaugurés par les Allemands. Quant à la caserne de Montignies, elle servira de dépôt à l’armée allemande. Puis, après des fortunes diverses, elle servira de dépôt à Courthéoux, puis à Delfood.
C’est là qu’ont été amenées toutes les cloches d’églises réquisitionnées pour en faire des canons. Ensuite, elles ont été chargées sur un train qui a passé la nuit à la gare de Montignies (actuel Carrefour). Là, les résistants ont creusé des tranchées de chaque côté du train et y ont caché les cloches. Après la guerre, toutes les cloches ont retrouvé leur clocher, sauf celle de Gilly-Haies qui s’est cassée dans la manœuvre.
En 1944, les forces aériennes alliées bombardèrent la gare de triage et le pont de Sambre, entraînant malheureusement d'importants dégâts collatéraux entre le 2 avril et le 31 mai. Plus de 200 personnes perdirent la vie, plus de 400 maisons furent détruites, et l'église Saint-Remy subit de lourds dommages. Le 23 décembre, une bombe V1 explosa dans la rue de la Pensée.

##### Après guerre
À la fin des années 1950, la concurrence des charbons étrangers et des autres formes d'énergie (pétrole, gaz naturel) amène la fermeture des charbonnages: Saint-André en 1957, Saint-Charles en 1958, la Duchère en 1965. Dix ans plus tard, c'est l'industrie sidérurgique qui est frappée.
Le 1er janvier 1977, en raison de la loi sur la fusion des communes, Montignies-sur-Sambre est intégrée dans la Ville de Charleroi.

## Armoiries
|  | Blason de Montignies-sur-Sambre. Ce sont les armes de la famille t'Serclaes de Tilly. Blasonnement : De gueules au lion d'argent armé, lampassé et couronné d'or, à la queue fourchue, chargé sur l'épaule gauche d'un écusson d'or au chef échiqueté d'argent et de sable de deux tires qui est Bygaerden. - Délibération communale : 17 juillet 1936 - Arrêté royal : 13 novembre 1937 - Moniteur belge : 3 décembre 1937 |

## Liste des bourgmestres
Liste des bourgmestres de Montignies-sur-Sambre de 1866 jusqu’à la fusion de la commune à Charleroi en 1976 :
- Jacques Piérard (1866-1889)
- Dr Lambert Piret (1890-1891)
- Alfred Magonette (1892-1895)
- Joseph Marlier (1896)
- Dr Émile Dutrieux (1896-1912)
- Dr Camille Hilson (1913-1920)
- Romain Henry (1921-1925)
- Edmond Yernaux (1926-1970)
- André Poffé (nl) (1970-1976).

## Patrimoine et culture

### Patrimoine architectural
- Chapelle du Calvaire, place Albert Ier. Construite vers 1640, classée en 1952[32].
- L'église Saint-Remy. Construite en 1789 sur l'emplacement de l'ancienne église[33]. À côté se trouvent encore des tombes du premier cimetière qui servit jusqu'en 1845. Elle conserve quelques ossements de saint Valentin. Ceux-ci furent offerts par le pape Pie IX en 1874 en remerciement du soutien des habitants lorsqu'il se trouva confiné au Vatican en 1870[34].
- Porte de Waterloo ou de la Belle Alliance, rue Petite Aise no 33. Éléments d'une ancienne porte des fortifications de Charleroi construites par les Hollandais en 1816. Pièces déplacées lors du démantèlement de la forteresse (1869-1872). Monument classé depuis 1985[35],[36].
- Hôtel de Ville. Réalisé par l'architecte François Giuannotte, place Albert Ier. Construit en 1910[37].

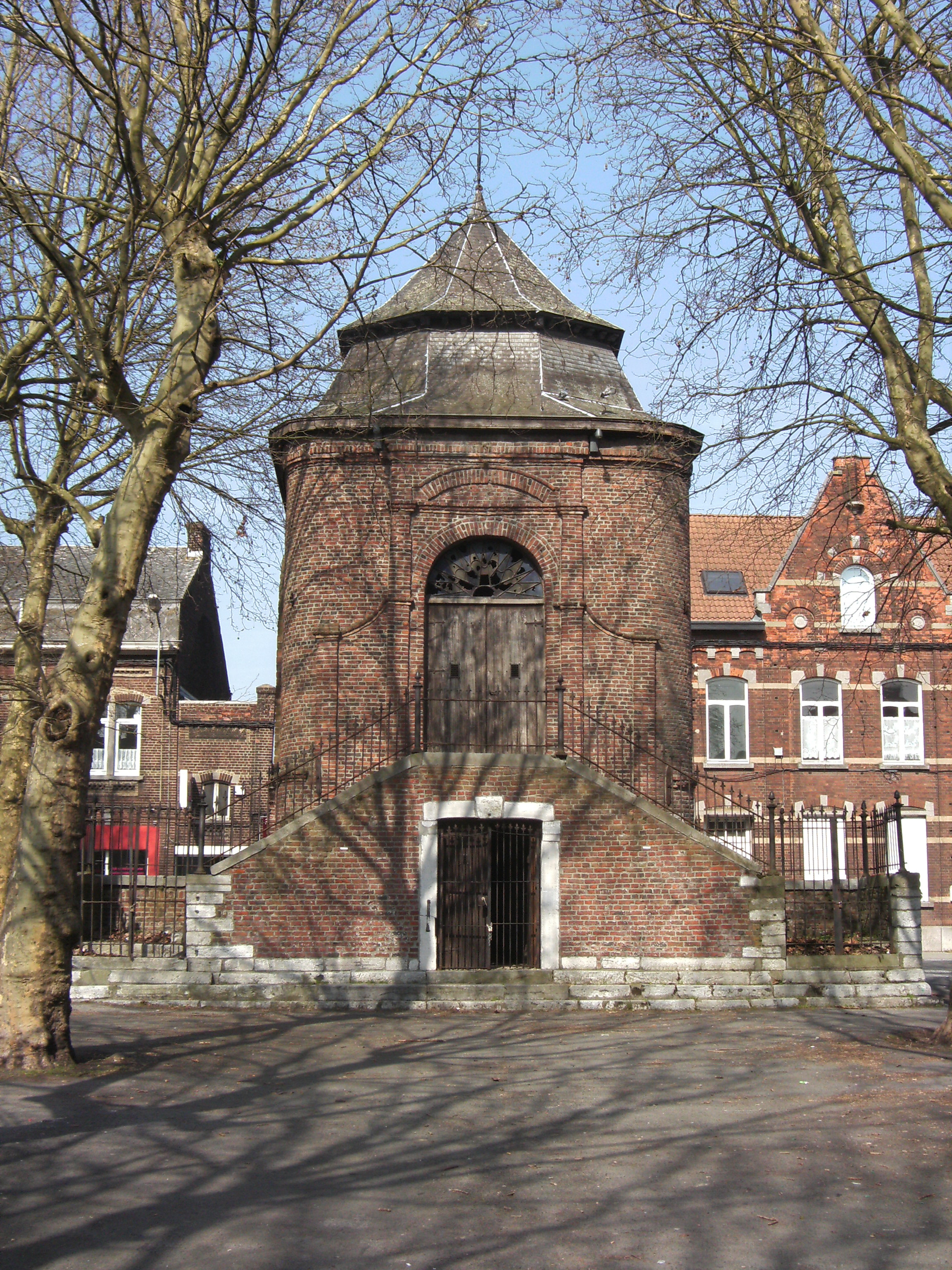
Chapelle du Calvaire.
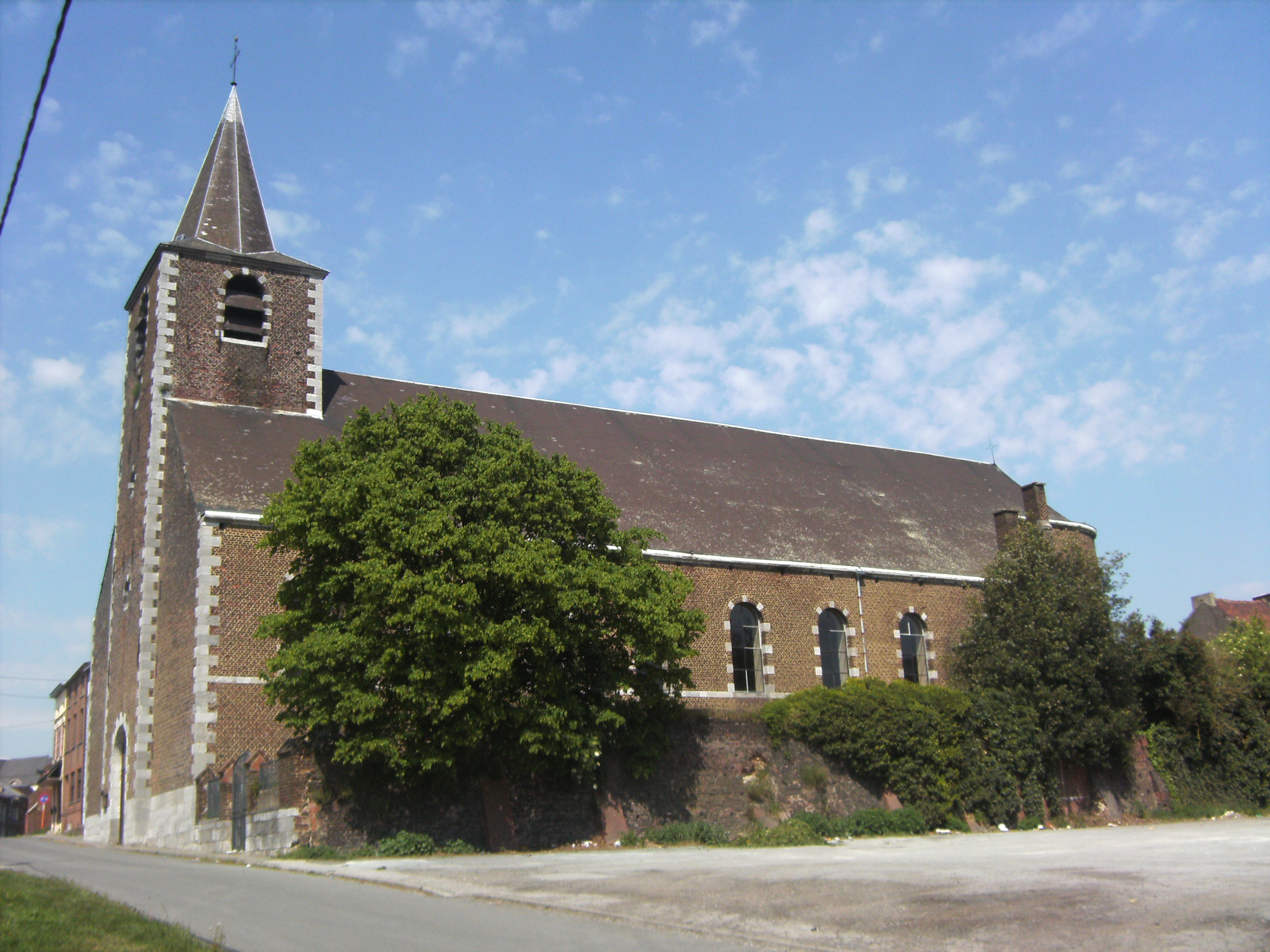
Église Saint-Remy.
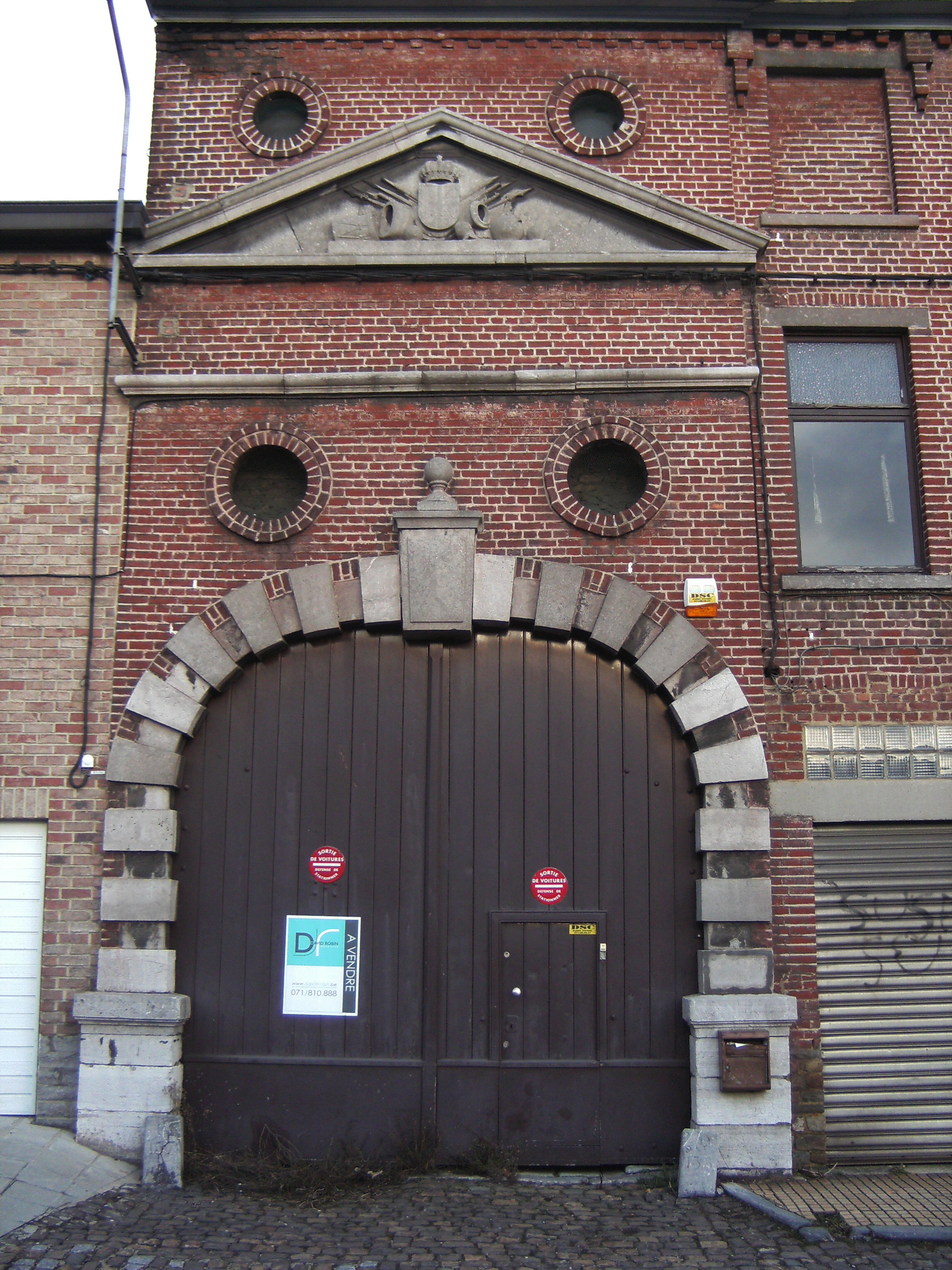
Porte de Waterloo.
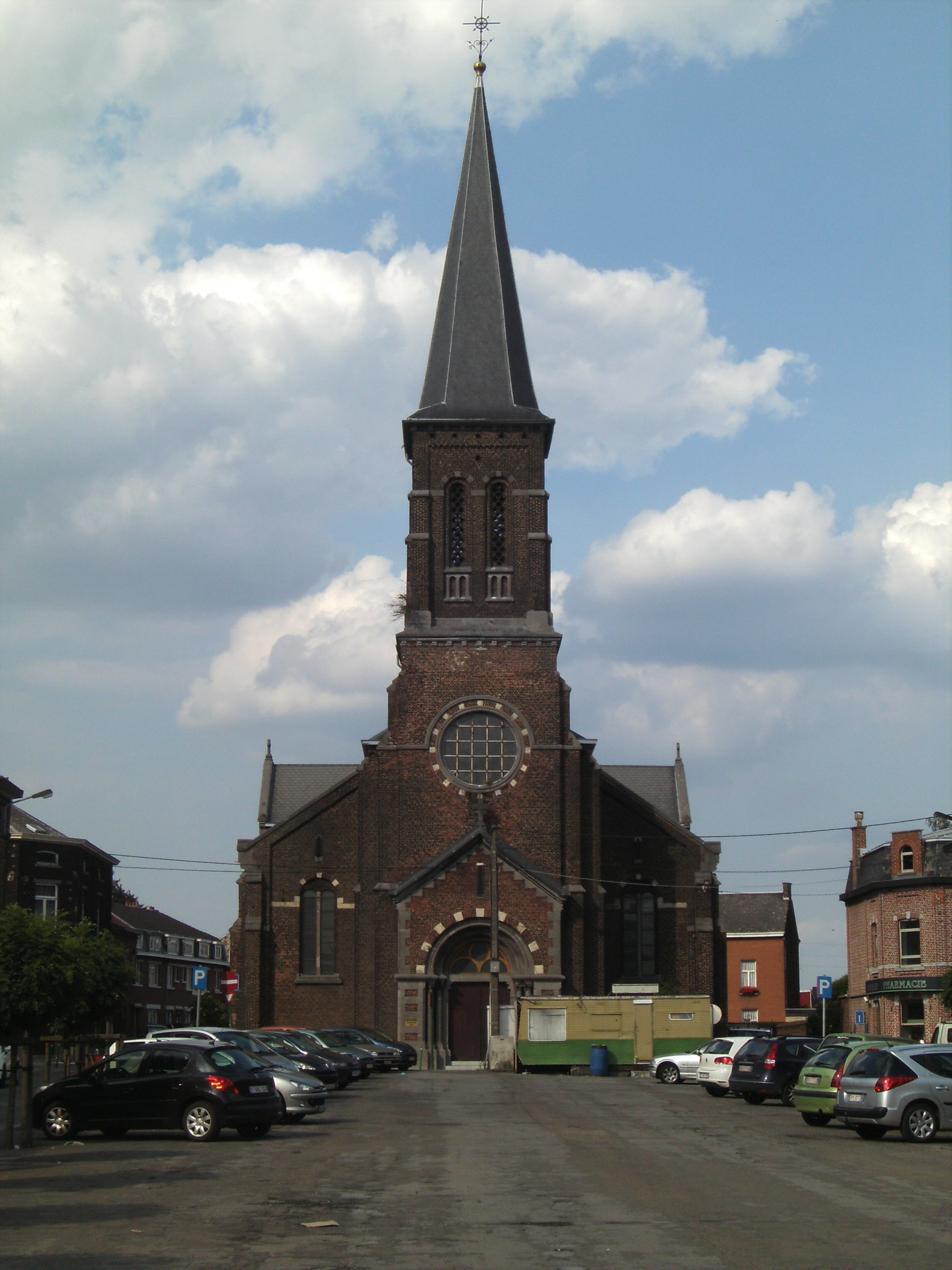
L'église Saint-Pierre (1880).
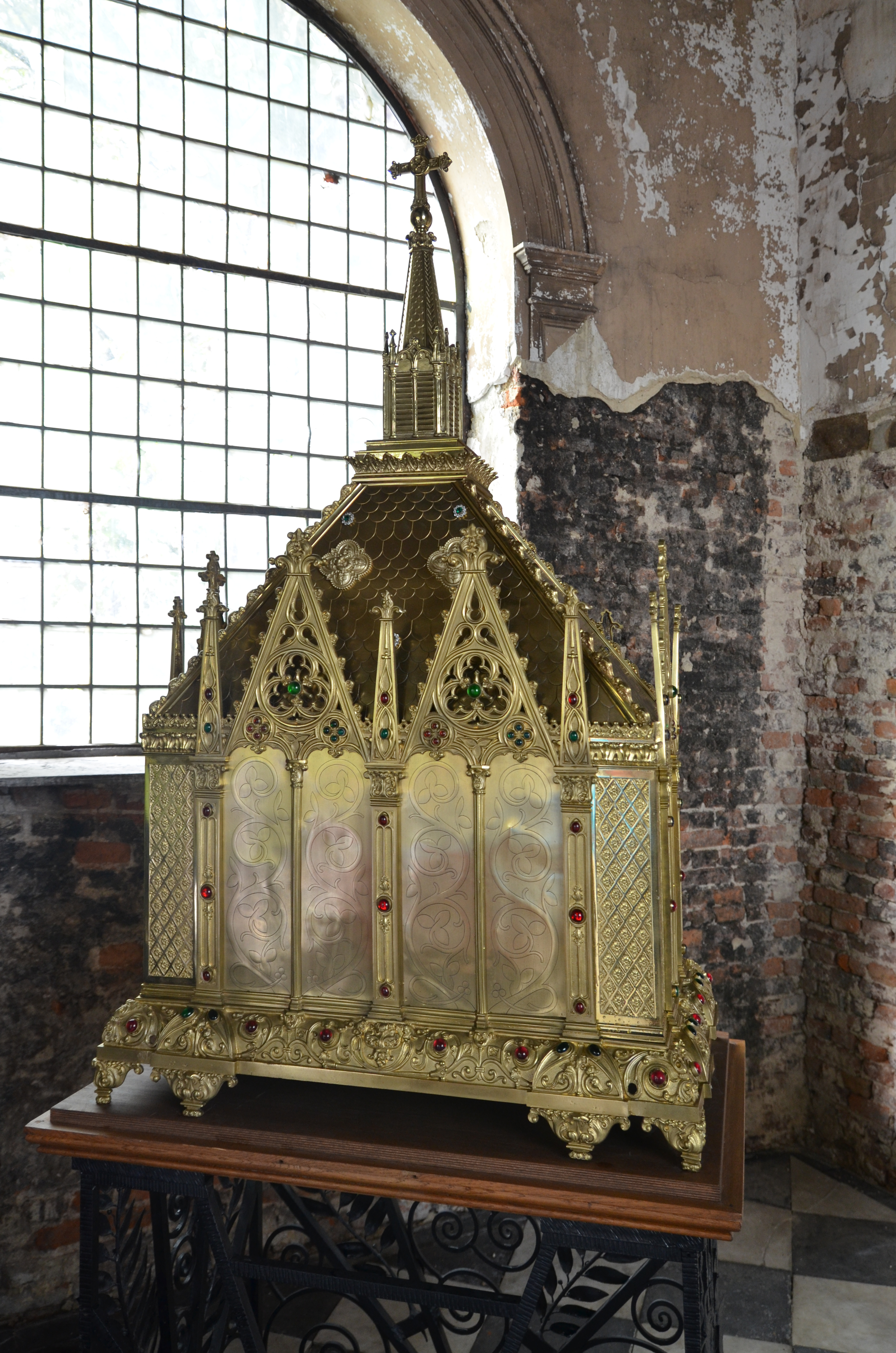
La châsse de Saint-Valentin, conservée en l'église Saint-Rémy.

#### Autres bâtiments
- L'église Saint-Pierre, construite par Auguste Quinet en 1880 en style néo-roman[38]. Elle se situe place de la Neuville.
- L'église Notre-Dame de Lourdes, édifiée en 1914 en style néo-gothique par l'architecte Hector Leborgne[39]. Elle se situe à la rue Brigade Piron.
- Couvent des Pères franciscains, installé dans l'ancien château de Bonne Espérance, c'étais le siège du premier charbonnage de Montignies ouvert à la fin du XVIIIe siècle par Adrien Drion et converti en couvent depuis 1857[40].
- L'église Saint-François, édifiée en style néo-gothique par l'architecte Stevens de 1855 à 1857[40]. L'église ne possède pas de clocher comme les autres, il y a un clocheton avec une flèche sur le toit.
- Anciens bureaux de Sambre et Moselle, édifié au 1er quart du XXe siècle[41].
- Châteaux d'eau de Montignies-sur-Sambre. Construits en 1946 et l'ancien en 1904[40].

### Culture

#### Le folklore
- Les processions : quatre processions se déroulaient chaque année. Il y avait : la procession de la Fête-Dieu (passait par la chapelle des Trieux), la procession Champeaux (date de 1836, faisait une halte au Calvaire et subsista jusqu'en 1967), la procession du 15 août (disparue en 1951), la procession du Roctiau (passait par la ducasse du quartier).
- La Saint-Éloy : fête des métallurgistes. Fêté le 1er décembre.
- La Sainte-Barbe : fête des mineurs. Fêtée le 4 décembre avec grandes libations.

## Enseignement
Montignies-sur-Sambre abrite l'une des deux implantations de l'UCLouvain Charleroi, un des sites de l'Université catholique de Louvain. Y sont donnés des formations de la Louvain School of Management. Situé rue Trieu Kaisin, le campus est partagé avec le site Sainte-Thérèse de l'Institut d'Enseignement secondaire complémentaire catholique (Haute école Louvain en Hainaut). L'école secondaire « Le Soleil Levant », rue Grimard. Institut Saint-Valentin, rue Saint-Valentin.

### Ecoles primaires et maternelles
- Ecole Saint-Pierre[44].
- Ecole de la Neuville.
- Ecole des Cités[45].
- Ecole de la Solidarité.
- Ecole de la Duchère.
- Ecole du Roctiau.
- Ecole de la Vieille Place.

## Lieux publics

### Parc
Place Albert 1er. La place fut rénovée en 2023-2024.

### Cimetières
Cimetière du centre, créé en 1849, rue du Cimetière à proximité de l'église Saint-Rémy. Cimetière de la Neuville, créé en 1879, rue du Wé.

## Économie

### Clouteries

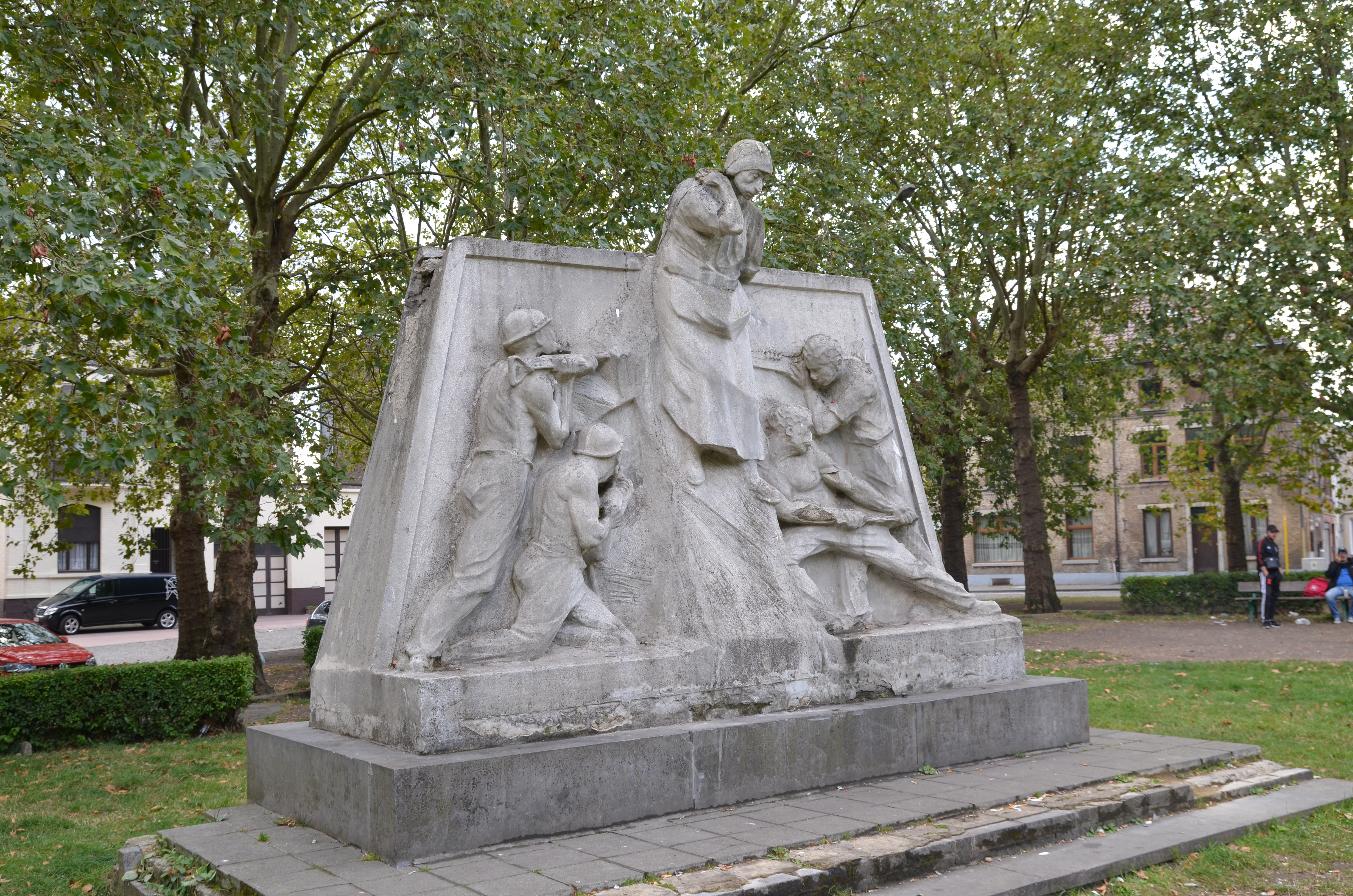
Monument au travail, œuvre de Georges Wasterlain.

Au XIIIe siècle, apparaissent des cloutiers, et certains habitants exploitent des petites veines de houille.

### Charbonnages
Au XVIIIe siècle, les charbonnages se multiplient et perdureront en se nommant : Trieu-Kaisin, Bonne-Espérance, Mambourg, Poirier. À la fin du siècle, on compte presque deux mille habitants. Au XIXe siècle, les charbonnages se développent jusqu'à 19 puits en activité. Les premières fabriques de charbon en briquettes établies en Belgique sont exploitées à partir de 1851 par les Dehaynin père et fils à Montignies-sur-Sambre, sous la direction d’un Français, Jean-Baptiste Bouriez.
La Société du Trieu-Kaisin avait déjà fusionné avec celle du Grand-Forêt lorsqu'en 1833, elle a demandé une extension de concession sur le territoire de son charbonnage. Elle a pu exploiter à Châtelineau toutes les veines situées sous la veine appelée « Trieu-Kaisin », qui lui appartenait déjà, sur le territoire de Gilly.
En 1833, la Société houillère de Bonne-Espérance comptait quatorze membres issus de la famille Drion. Elle gérait les puits de Saint-Auguste, de l'Épine, du Pied, des Combles et de Sainte-Zoé.
La Société du Poirier existait déjà à la fin du XVIIIe siècle. Avant de limiter leur exploitation à quatre puits principaux (Saint-Charles, Saint-Auguste, Saint-Louis et Sainte-Célénie), les dirigeants de cette société exploitaient les veines supérieures grâce à des cayats, parmi lesquels les principaux étaient : Sainte-Célénie, Fosse de la Sentinelle et Fosse du Rivage.
Le charbonnage du Grand Mambourg-Sablonnerie, dont le siège se trouvait au « Pays de Liège », est très ancien. Il a été constitué en société civile en 1808, avant de devenir une Société Anonyme le 15 septembre 1881.
Au début du XXe siècle, Montignies ne comptait plus que quatre grandes sociétés charbonnières. Durant le XIXe siècle, ces compagnies avaient regroupé les puits de particuliers ou de petites associations qui n’avaient pas les moyens d’investir pour exploiter les veines en profondeur. En 1889, le puits Saint-André atteignait déjà 950 mètres, faisant de lui le plus profond de Belgique.
Le Grand Mambourg Sablonnière exploitait trois puits : le Pays de Liège (810 m de profondeur), la Vieille Fosse ou Grande Machine (540 m) et le Résolu (750 m). Le Poirier ne fonctionnait plus qu’avec Saint-André (970 m) et Saint-Charles (955 m). La Société de Bonne Espérance gérait le puits Sainte-Zoé, tandis que la société du Trieu-Kaisin exploitait la fosse de la Duchère.
À partir de 1890, le déclin des charbonnages devint évident, entraînant la fermeture des sites allant de la Réunion au Warmonceau, de la Remise près des terres Janson, ainsi que de Saint-Louis et Sainte-Célinie appartenant au Poirier. En 1913, les deux puits du Pays de Liège furent définitivement fermés, bien que les mineurs les considéraient encore exploitables. Après 1918, le Poirier cessa également l’exploitation du site du Tunnel, situé sur la chaussée de Charleroi, à la limite de notre territoire.
Ces fermetures n’ont pas suscité d’inquiétude parmi la population. Les travailleurs, bien que privés de leur emploi, retrouvaient facilement du travail dans les charbonnages plus prospères.
C’est entre les deux guerres que l’industrie charbonnière, autrefois prospère, commença véritablement à décliner. Aux alentours de 1930, le dernier puits du Grand Mambourg, appelé le Résolu, cessa ses activités, suivi quelques années après par Sainte-Zoé.

### Verreries
Une première verrerie voit le jour vers 1830 et une seconde vers 1870.

### Métallurgie
La Société des Forges de Montignies, plus connue sous le nom de Champaux, fut fondée en 1836. L'usine prospéra rapidement et, à la fin de 1848, l'établissement fut agrandi. Pour cela, Champaux supprima un chemin, ce qui poussa la commune à engager un procès. Cependant, le conseil communal abandonna rapidement les poursuites après une requête d'un certain nombre d'habitants. L'usine continua son exploitation sous la forme d'une société anonyme, prenant le nom de Société Anonyme des Établissements de Montigny-sur-Sambre. En 1867, elle comprenait 3 hauts fourneaux, un laminoir, ainsi que 9 chaudières et 5 machines à vapeur. Le 28 décembre 1898, fut créée la Société de Sambre-et-Moselle, succédant à la Société Montange-Gesellschaft Lotheigen Saar, de Metz, et à la Société des Forges de Montigny, . En 1908, Sambre-et-Moselle a absorbé la Société Anonyme des Usines du Phénix à Châtelineau et, en 1923, la Société Anonyme des Forges et Laminoirs du Marais. Avant la Deuxième Guerre mondiale, elle intégra également la Société Anonyme des Aciéries Brachots Frères. En 1911, cette dernière produisait entre 1 200 et 1 800 tonnes d'acier, selon le type de pièces commandées. Dès 1955, la Société de Sambre-et-Moselle est absorbée par le gigantesque complexe Hainaut-Sambre, le deuxième plus important du pays. Ce complexe se divise en deux parties : la première, à Couillet, comprend quatre hauts fourneaux avec une capacité annuelle de 900 000 tonnes et des aciéries pouvant traiter 920 000 tonnes par an. La seconde partie s’étend sur les communes de Montignies et Châtelineau.
La société Brachot Frères a été fondée en 1874 pour la fabrication de pièces en fonte et en cuivre, sous le nom commercial Brachot frères et sœurs. La société a été absorbée en 1911 par la société Sambre-et-Moselle.

### Santé

#### Hôpitaux
- Hôpital Reine Fabiola, faisant partie du Grand Hôpital de Charleroi (GHdC)[61], avenue du Centenaire.
- Hôpital Sainte-Thérèse, faisant partie du Grand Hôpital de Charleroi (GHdC)[62], rue Saint-Valentin.

#### Maisons de repos
- Home Saint-Joseph[63], chaussée de Namur.
- Résidence Aurore, maison de repos et de soins[64], rue des Comparçonniers.
- Résidence et centre de séjour Raoul Hicguet[65], faisant partie du CPAS de Charleroi, rue du Poirier.

### Transports et communications

#### Bus
| Ligne n° | Terminus                                                                   | Jours de services          | Remarques |
| -------- | -------------------------------------------------------------------------- | -------------------------- | --- |
| 1        | Montignies-sur-Sambre Place Albert 1er - Charleroi Gare Centrale - Quai 19 | Lu, Ma, Me, Je, Ve, Sa, Di | La ligne 1 de bus (Montignies-sur-Sambre Place Albert 1er - Charleroi Gare Centrale - Quai 19) a 15 arrêts au départ de Montignies-sur-Sambre Place et se termine à Charleroi Gare Centrale - Quai 19. |
| 3        | Jamioulx Prison - Charleroi Gare Centrale - Quai 19                        | Lu, Ma, Me, Je, Ve         | La ligne 3 de bus (Jamioulx Prison - Charleroi Gare Centrale - Quai 19) a 18 arrêts au départ de Jamioulx Prison et se termine à Charleroi Gare Centrale - Quai 19.                                    |
| 12       | Loverval Imtr - Gilly Cimetière                                            | Lu, Ma, Me, Je, Ve, Sa, Di | La ligne 12 de bus (Loverval Imtr - Gilly Cimetière) a 35 arrêts au départ de Loverval Imtr et se termine à Gilly Cimetière.                                                                           |
| 12B      | Jumet (Hamendes) - Montignies-sur-Sambre (Place)                           | Lu, Ma, Me, Je, Ve         | La ligne 12B de bus (Jumet Hamendes - Gilly Gazomètre) a 16 arrêts au départ de Jumet Hamendes et se termine à Gilly Gazomètre (Ch. De Montignies).                                                    |
| 154      | Charleroi Palais - Quai 1 - Châtelineau Sncb                               | Lu, Ma, Me, Je, Ve, Sa, Di | La ligne 154 de bus (Charleroi Palais - Quai 1- Châtelineau Sncb) a 72 arrêts au départ de Charleroi Palais - Quai 1 et se termine à Châtelineau Sncb.                                                 |
| 158      | Châtelineau Sncb - Charleroi Palais                                        | Lu, Ma, Me, Je, Ve, Sa, Di | La ligne 158 de bus (Châtelineau Sncb - Charleroi Palais) a 69 arrêts au départ de Châtelineau Sncb et se termine à Charleroi Palais.                                                                  |

## Sports et vie associative

### Sports

#### Clubs et disciplines
- Football : Royal Olympic Club de Charleroi et SC Montignies[72].
- Gymnastique : Olympic Gymnastique Montignies[73].
- Tennis : Gallins Montagnards[74].

#### Infrastructures
- Stade et complexe sportif Edmond Yernaux, construit en 1939 en l'honneur du sénateur-bourgmestre de Montignies-sur-Sambre[75].
- Stade de l'Olympique de Charleroi, rue Paul Janson.
- Patinoire de Charleroi[76], rue Neuve.

### Vie associative

#### Jumelages
| Ville | Ville     | Pays | Pays      | Période     |
| ----- | --------- | ---- | --------- | ----------- |
|       | Follonica |      | Italie    | depuis 1965 |
|       | Sélestat  |      | France    | depuis 1959 |
|       | Waldkirch |      | Allemagne |             |

## Personnalités liées à Montignies-sur-Sambre
- Dominique Wilms, née à Montignies en 1930, comédienne et peintre.
- Dupa, né à Montignies en 1945, dessinateur de bandes dessinées.
- Johan Muyle, né à Montignies en 1956, sculpteur.
- Joëlle Milquet, née à Montignies en 1961, femme politique.
- Gilberte Dumont (1910-1989), née à Montignies, artiste peintre.
- Raphaël Bauduin (1870-1943), né à Montignies, artiste peintre.